# Línia 90 CFL
La Línia 90 CFL és una línia ferroviària luxemburguesa que connecta la Ciutat de Luxemburg amb França. La terminal a l'extrem nord es troba a l'estació de trens de Luxemburg, mentre que les terminals al sud es troben a les ciutats franceses de Metz i Nancy. La línia és propietària de Chemins de Fer Luxembourgeois i està operada principalment per l'SNCF, com el TER Lorena línia 1.

## Estacions
- Estació de trens de Luxemburg
- Estació de trens de Bettembourg
- Hettange-Grande (França)
- Thionville (França)
- Uckange (França)
- Hagondange (França)
- Walygator Parc (França)
- Maizières-lès-Metz (França)
- Woippy (França)
- Metz-Nord (França)
- Metz-Ville (França)
- Pagny-sur-Moselle (França)
- Pont-à-Mousson (França)
- Nancy (França)